# 下小原站
下小原站（日语：／ Shimoobaru eki */?）是位於鹿兒島縣鹿屋市串良町下小原，日本國有鐵道（國鐵）的大隅線車站（廢站）。

## 歷史
- 1921年（大正10年）8月11日 - 大隅鐵道（日语：大隅鉄道）終點站啟用。
- 1935年（昭和10年）6月1日 - 鐵道省收購大隅鐵道，成為國鐵古江線車站。
- 1936年（昭和11年）10月23日 - 國鐵古江東線東串良至串良之間開通，古江線改名，以西路段為古江西線。
- 1938年（昭和13年）10月10日 - 古江西線改軌距工程完畢，古江東線與古江西線合併為古江線。
- 1947年（昭和22年）4月20日 - 開始小行李起卸業務[2]。
- 1962年（昭和37年）4月1日 - 成為無人車站。
- 1972年（昭和47年）9月9日 - 路線名稱改為大隅線[3]。
- 1987年（昭和62年）3月14日 - 大隅線全線廢止，此站也廢止[3]。

## 廢止時的車站構造
此站是地面車站，設有1面1線的單式月台。此站是無人車站。

## 現狀
車站遺址變成了下小原鐵道紀念公園。在空地設置了一個車輪和紀念碑。

## 相鄰車站
日本國有鐵道
大隅線
串良－下小原－大隅高山

## 注腳
1. 1 2 3 4  . JTB出版. : 333 （日语）.
2. ↑  「運輸省告示第100号」『官報』1947年4月18日（國立國會圖書館數碼化收藏）
3. 1 2  . 鐵道雜誌（日语：鉄道ジャーナル） (鐵道雜誌社). 1987-06, 21 (7): 96–98 （日语）.